# Viglius van Aytta

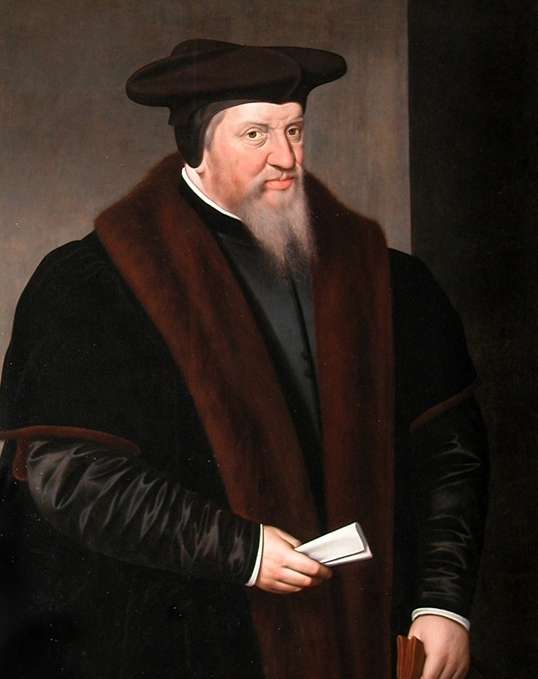
Viglius van Aytta, por Frans Pourbus el Viejo.

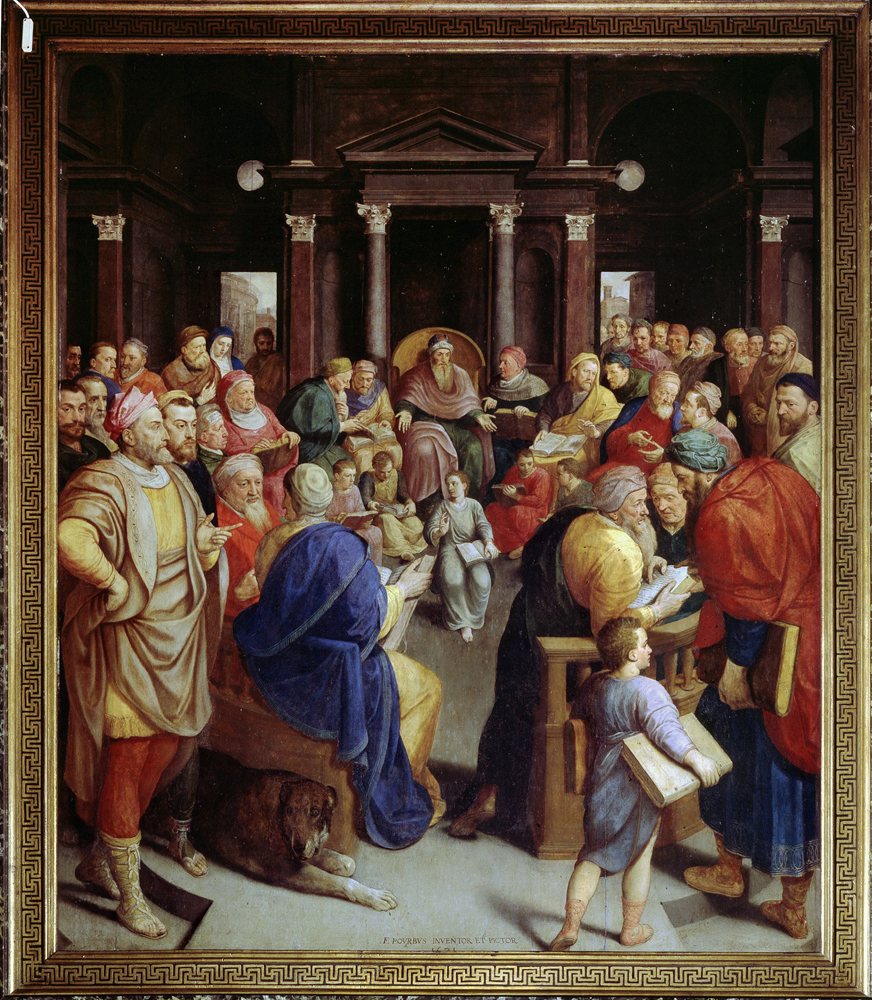
Cristo entre los doctores, 1571. Tabla central del tríptico de Vigilius van Aytta, catedral de San Bavón de Gante.

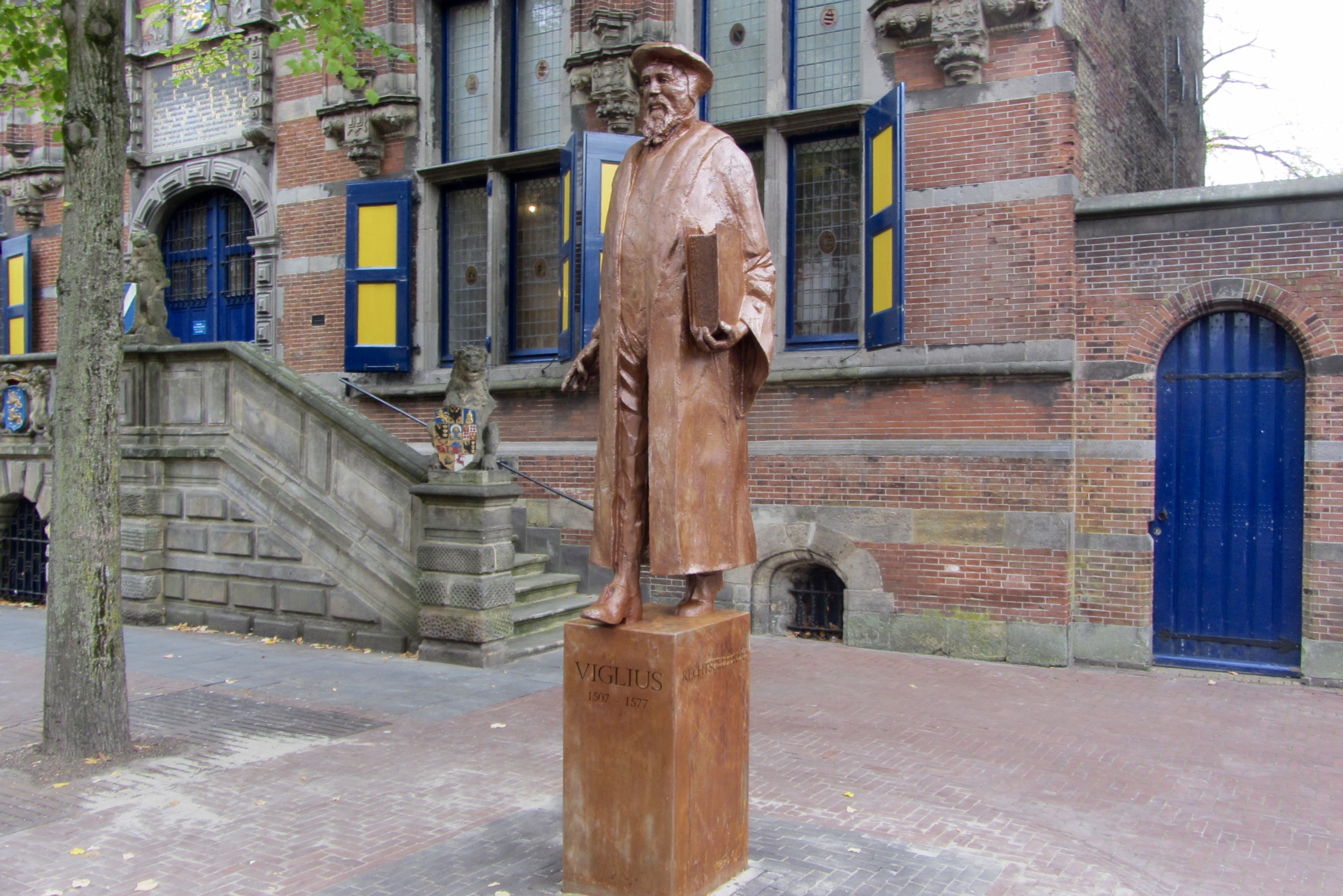
Estatua de Vigilius en Leeuwarden, capital de Frisia.

Wigle de Aytta de Zwichem, más conocido por la forma latinizada de su nombre Viglius ab Zuichemus Aytta (Swichum, 19 de octubre de 1507-Bruselas, 8 de mayo de 1577), fue un destacado estadista neerlandés que jugó un papel importante en la gestión de los Países Bajos en tiempos de Carlos V y Felipe II. También alcanzó gran renombre como humanista, jurista, legislador y defensor del catolicismo. Viglius hizo carrera por su cualificación, no por su origen.
Frisio de nacimiento, Viglius comenzó sus estudios en Deventer y luego estudió literatura y derecho en Lovaina, Dôle, Aviñón y Valence, donde obtuvo un doctorado en 1529. Después de sus estudios, visitó regularmente los círculos académicos de Francia, Alemania, Suiza e Italia, donde mantuvo relaciones con el gran humanista Erasmo de Róterdam. En 1532 se convirtió, a la edad de 25 años, en profesor de derecho en Padua, y entre 1535 y 1541 fue sucesivamente miembro de la Alta Corte Imperial de Espira y profesor de derecho en Ingolstadt, Baviera, donde fue también Rector-Canciller entre 1538 y 1539. Fue tutor del príncipe Felipe de España durante su primer viaje al Imperio y los Países Bajos.

## Consejero y diplomático en tiempos de Carlos V y Felipe II
En 1542 regresó Viglius a los Países Bajos y, tras la intercesión de Nicolás Perrenot de Granvela a Carlos V, fue nombrado miembro del Consejo Privado en Bruselas, que presidió desde 1549. Los otros cuatro miembros eran el Conde de Egmont, Guillermo de Orange, el conde Charles de Berlaymont y Antonio Perrenot de Granvela, obispo de Arras. También desde 1543 era miembro del Gran Consejo de Malinas, y hasta 1554 presidente del Consejo de Estado, pese a que su composición estaba reservada a la nobleza. Uno de los juristas más eminentes de su tiempo, fue el autor intelectual del gobierno de los Habsburgo en Bruselas y de la separación de los Países Bajos del Imperio en 1547: Viglius representó al Gobierno neerlandés de María de Hungría en la Dieta de Augsburgo.
Después de la muerte de Nicolás Perrenot de Granvela en 1550, Viglius comenzó a trabajar estrecha y lealmente para su hijo Antonio Perrenot de Granvela. Después de la abdicación de Carlos V y María de Hungría en 1555 Viglius renunció a sus cargos, pero el viejo emperador y su hermana le instaron a que se mantuviera en ellos. Durante el reinado de Felipe II Viglius trabajó junto a la nueva regente Margarita de Parma, mostrándose moderado ante los herejes, como le recomendó Erasmo. Viglius fue un leal servidor de Felipe II, lo que no significa que no criticara la política del rey y, en particular, su intolerancia religiosa. Con el Duque de Alba, sin embargo, no tardó en mostrar sus desacuerdos. En 1562 se convirtió en Canciller de la prestigiosa Orden del Toisón de Oro. En 1569 dimitió como presidente del Consejo Privado, pero todavía presidió el Consejo de Estado. Sus repetidos llamamientos a la moderación, dirigidos a Felipe II, los gobernadores y los nobles rebeldes cayeron en oídos sordos, viéndose obligado a aplicar una política que no compartía. Murió en 1577, frustrado y decepcionado. Fue enterrado en la Capilla de Nicolás de San Bavón de Gante.

## Humanista y experto jurista
Como buen humanista Viglius tenía especial interés en la historia y concedía gran importancia a la preservación de documentos antiguos. Carlos V le hizo en 1547 responsable de la supervisión de los archivos de Flandes en el castillo de Rupelmonde. En 1550 dirigió el Archivo de Holanda en La Haya, inventariando los demás archivos regionales. Como jurista Viglius es conocido por sus Institutiones Iuris Civilis en linguam graecam por traductae Theophilum (ed. Basilea, 1533). Esta fue la primera edición de la paráfrasis de la obra "Institutiones" de Justiniano, conocido desde entonces como el Iustinianus Codex. Una importante colección de escritos suyos se conserva en la Biblioteca de la Universidad de Gotinga.

## Enlaces
- Relación con Felipe II, por Juan R. Cuadra y Joost Pikkemaat

- Datos: Q639344
- Multimedia: Viglius / Q639344